# 多倫多大學聖彌額爾學院
多伦多大学圣彌額爾学院（英語：University of St. Michael's College），位於加拿大安大略省多倫多，是多倫多大學的一個學院。由法國巴西流教會建於1852年。並維持神學研究生學位及天主教背景。宗座設立的中世紀研究機構也位於此。

## 外部連結
- 校網 （页面存档备份，存于）